# Bertrand Du Marais
Pour les articles homonymes, voir Du Marais.
Bertrand Du Marais, né le 25 avril 1964, est un haut fonctionnaire et juriste français.
Membre du Conseil d'État,, il est pendant une décennie professeur associé, puis professeur de droit public à l'Université Paris Ouest Nanterre La Défense,. Il est membre associé du Centre de recherche sur le droit public (CRDP),. Il enseigne aussi à Sciences Po Paris et l’Université Grenoble-Alpes et a été professeur invité dans de nombreuses universités étrangères. Il est membre de la CNIL depuis 2019. 
Spécialiste du droit public économique et du droit de la régulation, il a depuis la fin des années 1990 contribué à faire évoluer la doctrine juridique française sur ces champs du droit public et surtout sur la prise en compte des interactions entre le droit et la théorie économique,,,.

## Biographie

### Études
Bertrand Du Marais est un ancien élève de l'École nationale d'administration (ENA) – promotion Liberté-égalité-fraternité, 1989 – et diplômé de l’École supérieure des sciences économiques et commerciales (ESSEC) – promotion 1985.

### Carrière dans la fonction publique
Il rejoint le Conseil d'État en 1989. Il est actuellement rapporteur à la section de l'administration.
Dans ses fonctions antérieures au Conseil d'État, il a notamment été rapporteur à la section du contentieux, rapporteur général de la section du rapport et des études où il crée au début des années 2000 la fonction d’organisation des colloques du Conseil d'État à l’attention du monde académique et du grand public. Précédemment, il a été commissaire du gouvernement auprès de la 6e chambre (à l’époque sixième sous-section) de la section du contentieux. Il conclut notamment en 1995 sur les pourvois contre les arrêts de la Cour des comptes dans l'affaire du Carrefour du développement et dans l'affaire Jacques Médecin, du nom de l’ancien maire de Nice.
Entre 1997 et 1998, il est membre du cabinet de Christian Sautter, secrétariat d'État au Budget.
Il participe à de nombreuses missions d’expertise et de conseil juridique du Conseil d'État auprès d'administrations dans le domaine du droit public économique et effectue de nombreuses missions pour des institutions françaises et internationales dans ce domaine. Il mène notamment une mission pour le secrétariat d'État chargé de la Prospective et de l'Évaluation des politiques publiques (gouvernement François Fillon) sur les partenariats public-privé qui fait l'objet d'un rapport publié à la Documentation française (2008) : « Mieux acheter pour un meilleur service du public : des marchés publics complexes aux partenariats public-privé ».
Bertrand Du Marais est également adjoint au chef du service de l’évaluation et de la modernisation de l’État auprès de l’ancien commissariat général du Plan,. Il est conseiller juridique au sein du Département juridique de la Banque mondiale à Washington,, dirigé alors par Ibrahim Shihata.
En 2019, il est désigné membre de la Commission de la CNIL chargée de répondre aux demandes de communication de données personnelles contenues dans des fichiers du renseignement, de la justice ou de l’administration fiscale.

### Activités universitaires
Parallèlement à ces activités juridictionnelles, il mène dès le début des années 1990 une réflexion académique sur le droit de la régulation, sur l’effet du principe de concurrence dans les services publics et plus généralement sur les interactions entre le droit et l'économie.
De 2005 à 2015, il est professeur associé, puis professeur de droit public au sein de l’UFR de droit de l’université Paris-Nanterre, alors dirigé par Matthieu Conan,. Il y co-fonde et co-dirige le master Droit-Économie, puis le master Droit de l’économie et toute la filière Droit et Économie. Il est également l’un des fondateurs et co-directeur du diplôme d’université droit de l’énergie, des infrastructures et du financement de projets créé en 2014. Jusqu’en 2007 il dirige le programme de recherches « Attractivité économique du droit » qu'il a contribué à créer à partir de 2004, en collaboration avec le ministère de la Justice et l’université de Nanterre.
Il a également été professeur invité dans plusieurs universités au niveau national et international, et notamment l’université de Montréal, l'université nationale de Séoul, l'université Washington de Saint-Louis, l'université Roma Tre et l’université pontificale du Latran.

## Travaux de recherche
Bertrand Du Marais a été affilié à plusieurs structures de recherche - en économie : le Laboratoire EconomiX de l’Université de Nanterre, le Centre ATOM (Analyse théorique des organisations et des marchés de Paris 1, alors dirigé par Claude Ménard), en droit, le Centre de Recherche sur le Droit Public (CRDP) de l’université de Paris Nanterre, le Centre de recherche en droit des affaires (CREDA) de la Chambre de Commerce et d’industrie de Paris, l’Ecole doctorale de droit de l’Université de Nice Sophia Antipolis et le Conseil scientifique de la Direction générale de l'administration et de la Fonction publique.
Depuis 2007, il est membre du CRDP et depuis 2012 il préside FIDES (Forum sur les institutions, le droit, l'économie et la société), association qu’il a contribué à créer en 2009 et qui catalyse des recherches pluridisciplinaires entre juristes et économistes. 
Il a créé et co-dirige actuellement la chronique trimestrielle « Mise en concurrence » (initialement « Secteur public ») dans la Revue Concurrences depuis la création de cette revue en 2005. De 2005 à 2011, il a co-dirigé les numéros spéciaux « Droit public économique » de La Gazette du Palais. 
Il a été membre du Comité de rédaction de la Lettre du management public et des c. Il est membre du Comité éditorial de la Revue française d'administration publique et de la revue Energie–Environnement–Infrastructures éditée par LexisNexis.
Il a participé à de nombreux projets internationaux (comme par exemple le Laboratoire sur la cyberjustice en collaboration avec l’Université de Nanterre et l’Université de Montréal au Canada depuis 2010) et nationaux.
Il a également publié de nombreux articles et travaux,.

## Publications
- Des indicateurs pour mesurer le droit ?, La documentation française, 2006, 155 p.
- Droit public de la régulation économique, Presses de Sciences Po - Dalloz, 2004, 350 p.

## Prix
- Prix du livre de la pratique juridique 2016 du Club des juristes avec M. Bazex, G. Eckert, R. Lanneau, C. Le Berre A. Sée pour le Dictionnaire des régulations[35].

- Prix Charles-Dupin 2004 de l’Académie des sciences morales et politiques pour Droit public de la régulation économique.
- Prix Zerilli-Marimo 2000 de l’Académie des sciences morales et politiques.